# Kazuya Maekawa
Kazuya Maekawa (前川 和也 Maekawa Kazuya?,  nacido el 22 de marzo de 1968 en Hirado, Nagasaki) es un exfutbolista japonés que se desempeñaba como guardameta.
Maekawa jugó 17 veces para la selección de fútbol de Japón entre 1992 y 1996. Fue elegido para integrar la selección nacional de Japón para los Copa Asiática 1992.

## Trayectoria

### Clubes
| Club                | País  | Año         |
| ------------------- | ----- | ----------- |
| Sanfrecce Hiroshima | Japón | 1986 - 1999 |
| Oita Trinita        | Japón | 2000 - 2001 |

### Selección nacional
| Selección | País  | Año         |
| --------- | ----- | ----------- |
| Absoluta  | Japón | 1992 - 1996 |

## Estadística de equipo nacional
| Selección de Japón | Selección de Japón | Selección de Japón |
| Año                | Part.              | Goles              |
| ------------------ | ------------------ | ------------------ |
| 1992               | 3                  | 0                  |
| 1993               | 2                  | 0                  |
| 1994               | 2                  | 0                  |
| 1995               | 5                  | 0                  |
| 1996               | 5                  | 0                  |
| Total              | 17                 | 0                  |